# Kılıç Arslan II
Pour les articles homonymes, voir Kılıç Arslan et Arslan.
`Izz ad-Dîn al-Malik al-Mu`zim Qilij Arslân ben Mas`ûd, II. İzzeddin Kılıç Arslan ou Kilitch-Arslan II est un sultan seldjoukide de Roum. Il succède à son père Mas`ûd Ier en 1156.

## Biographie
Mas`ûd Ier meurt vers 1156. Il a eu sept enfants dont cinq fils. L'aîné est mort avant lui. Le second Kılıç Arslan lui succède. Le troisième est assassiné peu après l'accession au trône de Kılıç Arslan.

### Le règne
Kılıç Arslan règne à Konya d'où il poursuit la guerre contre les croisés, l'empereur byzantin Manuel Ier Comnène et le roi danichmendide de Sivas Nizâm ad-Dîn Yaghi Basan et aussi contre son frère Chahanchah, quatrième fils de Mas`ûd qui s'est allié aux Danichmendides.
En 1159, Kılıç Arslan attaque l'empereur byzantin Manuel Ier Comnène alors qu'il passe près d'Iconium (Konya, la capitale de Roum) alors que Manuel revient de négociations avec Nur ad-Din en Syrie.
En 1161, Jean Contostephanus, neveu de Manuel Comnène, défait Kılıç Arslan et le sultan doit montrer sa soumission à Constantinople. En 1172, comme Arnold de Lübeck le raconte dans sa Chronica Slavorum, Kılıç Arslan rencontre Henri le Lion de retour de son pèlerinage à Jérusalem. Quand ils se rencontrent près de Tarse, le sultan embrasse le duc allemand lui disant qu'ils sont cousins (amplexans et deosculans eum, dicens, eum consanguineum suum esse). Quand le duc lui demande des détails sur cette parenté, Kılıç Arslan lui répond qu'« une noble dame de la terre des allemands épousa un roi de Russie qui eut une fille d'elle ; la fille de cette fille arriva sur notre terre et je descends d'elle. » Le roi de Russie en question pourrait être Sviatoslav II de Kiev.
En 1173, maintenant en paix avec les Byzantins, il s'allie à Nur ad-Din qui tente de prendre Mossoul.
Le traité de paix avec les Byzantins dure jusqu'en 1175, quand Kılıç Arslan refuse de rendre à Manuel le territoire conquis sur les Danichmendides. Les deux parties se sont préparées pour une nouvelle guerre depuis quelque temps. Kılıç Arslan tente de négocier. En 1176, Manuel envahit son territoire dans l'intention de capturer Iconium elle-même. En novembre, Kılıç Arslan réussit à attirer Manuel dans une vallée près de Myriokephalon, et bien que les forces de Manuel ne soient pas totalement annihilées, le sultan força l'empereur à démanteler ses fortifications le long de la frontière. Cette bataille marque la fin des revendications byzantines sur l'Anatolie. On commence alors à parler de Turquie pour désigner l'Anatolie. Les Seldjoukides sont considérés comme une puissance avec laquelle il faut compter.
En 1177, Nur ad-Din décède. Cela permet à Kılıç Arslan d'annexer Malatya et d'autres territoires aux dépens des Danichmendides.
En 1180, après la mort de Manuel, le sultan tira profit de l'instabilité dans l'Empire byzantin pour s'assurer du contrôle de la plupart des côtes méridionales de l'Anatolie. La même année il s'allie à Saladin, le successeur de Nur ad-Din.
En 1185, il fait la paix avec l'empereur byzantin Isaac II Ange.

### Le partage du sultanat
En 1186/87, Kılıç Arslan, âgé et fatigué, partage son royaume entre ses dix fils et son plus jeune frère Sancar-Chah qui se voit attribuer Ereğli.
1. Qutb ad-Dîn Malik Chah reçoit Aksaray. Il attaque son père en 1189 et prend Konya. Il meurt en 1197.
2. Ghiyath ad-Dîn Kay Khusraw est de mère grecque et reçoit Burğlu[6]. Il succède à son père en 1192 comme sultan de Roum. Il est expulsé du sultanat par son frère Süleyman Chah en 1197. Il reprend le pouvoir en 1205. Il meurt en 1220 et son fils Kay Kâwus lui succède.
3. Süleyman Chah reçoit Tokat. Il profite de la mort de l'aîné de la famille, en 1197, pour s'emparer de ses territoires ainsi que de ceux de Ghiyath ad-Dîn Kay Khusraw. Il meurt en 1203/04. Son fils très jeune Kılıç Arslan III lui succède.
4. Nasir ad-Dîn berk Yaruk Chah reçoit Niksar.
5. Muhammad Muhi-ad-Dîn Tugrul Chah reçoit Elbistan. Dans l'hiver 1194/95 il est attaqué par l'aîné Qutb ad-Dîn Malik Chah. Il aurait trouvé refuge auprès de Léon II d'Arménie à moins qu'il n'ait été tué.
6. Nur ad-Dîn Mahmud Sultan Chah reçoit Sivas. Attaqué par l'aîné Qutb ad-Dîn Malik Chah, il est tué en 1193/94.
7. Mu`izz ad-Dîn Qaysar Chah reçoit Malatya. Un de ses frères l'expulse de ce territoire en 1192/93. Il se réfugie auprès de Saladin.
8. Arslan Chah reçoit Niğde.
9. Muhyi ad-Dîn Mas`ûd Chah reçoit Ankara. Il est assassiné par son frère Süleyman Chah après la prise d'Ankara en 1204.
10. Le nom du dernier fils de Kılıç Arslan reste inconnu[3].

### La fin du règne
Malgré l'alliance avec Saladin, Kılıç Arslan est incapable de stopper la troisième croisade, mais le reste de l'armée germanique est de toute façon anéantie après la mort de Frédéric Barberousse.
Le 18 mai 1190, les armées germaniques de la troisième croisade prennent Konya. L'empereur Frédéric Barberousse obtient de Kiliç Arslan le droit de traverser l'Anatolie. Mais ses fils ne le laissent pas passer aisément. Frédéric se noie le 10 juin 1190 dans le fleuve Saleph (actuellement Göksu, eau bleue) en Anatolie, avant qu'il ait pu rencontrer Saladin. Les troupes se dispersent et ceux qui sont restés sont vaincus dès leur arrivée en Syrie.
Kılıç Arslan meurt le 26 août 1192. Il est enterré dans un mausolée près de la mosquée Alaeddin à Konya. Kay Khusraw Ier lui succède, bien que ses autres fils continuent à se battre pour le contrôle des autres parties du sultanat.

## L'héritage
Kılıç Arslan a construit le premier caravansérail. Ces édifices vont ensuite se multiplier sur la route permettant de traverser l'Anatolie du nord au sud en toute sécurité pour les caravanes. C'est le commencement d'une période de prospérité où se multiplient les constructions d'arsenaux et de madrasas qui ont permis des progrès dans les sciences.